# Palotina
Palotina ist ein brasilianisches Munizip im Westen des Bundesstaats Paraná. Es hatte 2021 geschätzt 32.389 Einwohner, die sich Palotinenser nennen. Seine Fläche beträgt 651 km². Es liegt 337 Meter über dem Meeresspiegel.

## Etymologie
Der Ort ist nach den Pallottiner-Priestern benannt, die sich seit dem Fällen der ersten Bäume in der Gemeinde niedergelassen haben. Sie waren Zeugen der Rodung, der Konflikte und der Entwicklung der Gemeinde und lebendige Agenten bei der Umsetzung der Religiosität, die Palotina charakterisiert. Aus diesem Grund wurde der heilige Vinzenz Pallotti zum Schutzpatron der Gemeinde gewählt.

## Geschichte

### Besiedlung
Im Jahr 1940 kamen die ersten Migranten im Zuge der Marcha para o Oeste (deutsch: Marsch nach Westen, Besiedlungsprogramm der Regierung von Getúlio Vargas) in Palotina an, das damals zum Munizip Guaíra gehörte. Einige der ersten Einwohner kamen aus Santa Catarina und Rio Grande do Sul. Die Anfänge waren nicht einfach. Der Pionier Santo Galante und seine Frau Égide Galante kamen 1955 aus Concórdia, Santa Catarina. Sie erzählten 1979 Pater Pedro Reginato im Zuge der Vorbereitung seines Buches Geschichte von Palotina davon.
Die Schwierigkeiten begannen bereits bei der Ankunft nach einer dreitägigen Fahrt mit dem Lastwagen der Kolonisierungsfirma. Bei ihrer Ankunft stießen sie auf verschiedene Probleme wie die rote Erde, die überall eindrang und alles verschmutzte, das Fehlen von elektrischem Licht, Moskitos, Krankheiten wie Malaria. Das Fehlen von Ärzten zwang sie, in Guaíra Hilfe zu suchen. Der Busch umgab alles, in ihm versteckten sich bedrohliche Tiere wie Jaguare und Schlangen.
Dennoch gewöhnten sie sich bald. Santo Galante begann, seine Aktivitäten in der Stadt zu entwickeln. Er eröffnete die erste Schneiderei und bewirtschaftete seine beiden Grundstücke, auf denen er ein Haus baute und einen Gemüsegarten anlegte, der alles hervorbrachte. Später pflanzte er auf dem von Freunden zur Verfügung gestellten Land Weizen an und erweiterte sein Geschäft, indem er begann, Stoffe und Farben zu verkaufen.
In jenen frühen Zeiten, bevor die ersten Feldfrüchte angebaut wurden, war die Ernährung abwechslungsreich und bestand aus den Lebensmitteln,  die die Siedler beim Umzug mitgebracht hatten. Dazu gehörte Reis, Bohnen und Weizenmehl, ergänzt durch Wildfleisch wie Tukane, Inhambu, Jacu, Pacas und Hirsche.
Eine weitere wichtige Persönlichkeit bei der Besiedlung von Palotina war Eugênio Leszcynski. Er kam 1953 im Dienste der Siedlungsgesellschaft Pinho e Terras als Landvermesser. Er berichtete vor allem von den Schwierigkeiten mit der Fortbewegung. Er musste zu Fuß oder mit dem Fahrrad von Candeia (Bezirk des heutigen Munizips Maripá) zum Dorf Palotina kommen. Er wohnte er in einem sehr rustikalen Bretterhaus. Er begann mit der Vermessung des Landes, ausgehend von den Rios Pioneiro und Santa Fé. Das war keine leichte Aufgabe, denn es galt, Wege im Wald zu öffnen und sich mit Jaguaren, Pekaris, Moskitos und Bremsen auseinanderzusetzen. Seine Ernährung beschränkte sich auf Bohnen, die mit Schmalz und Maniokmehl gekocht wurden, oder auf eine Masse aus Weizenmehl, die mit Schmalz gekocht wurde, und manchmal wurde sie durch Tapir- und Pekari-Fleisch ergänzt. Oft erforderten die Vermessungsarbeiten einen wochenlangen Aufenthalt im Wald. Dafür richtete er provisorische Lager aus Bambusstangen und Kokosnussblättern ein. Zu den obligatorischen Ausrüstungsgegenständen gehörten die Axt, die Sichel, die Machete, das Maßband, Lampen, der Theodolit, Markierungstangen aus Hartholz wie Angico, Cabreúva, Canjerana, Ipê-do-Cerrado oder Guajuvira und Feuerwaffen wie Revolver und Gewehre, die sowohl zur Verteidigung als auch zur Nahrungsbeschaffung dienten. Eugênio gefiel der Ort so gut, dass er nach seiner Vermessungsarbeit eine Stelle in einem Handelshaus annahm und in der Stadt blieb, wo er heiratete und sesshaft wurde.

### Erhebung zum Munizip
Palotina wurde durch das Staatsgesetz Nr. 4245 vom 25. Juli 1960 aus Guaíra ausgegliedert und in den Rang eines Munizips erhoben.

## Geografie

### Fläche und Lage
Palotina liegt auf dem Terceiro Planalto Paranaense (der Dritten oder Guarapuava-Hochebene von Paraná). Seine Fläche beträgt 651 km². Es liegt auf einer Höhe von 337 Metern.

### Vegetation
Das Biom von Palotina ist Mata Atlântica.

### Klima
Das Klima ist gemäßigt warm. Es werden hohe Niederschlagsmengen verzeichnet (1642 mm pro Jahr). Im Jahresdurchschnitt liegt die Temperatur bei 22,6 °C. Die Klimaklassifikation nach Köppen und Geiger lautet Cfa.

### Gewässer
Palotina liegt im Einzugsgebiet des Piquiri. Dieser bildet die nördliche Grenze des Munizips. Der Rio do Peixe und weiter nördlich der Rio São Pedro fließen an der östlichen Grenze des Munizips zum Piquiri und durch die Mitte des Munizips der Rio Azul und etwas weiter westlich der Rio São Camilo und der Arroio Pioneiro, der durch das Stadtgebiet fließt.

### Straßen
Palotina ist über die PR-182 mit Toledo im Süden und Iporã im Norden verbunden. Über die PR-364 kommt man nach Terra Roxa im Westen und Assis Chateaubriand im Osten.

### Nachbarmunizipien
|                 | Francisco Alves                             | Iporã               |
| Terra Roxa      | Kompassrose, die auf Nachbargemeinden zeigt | Assis Chateaubriand |
| Nova Santa Rosa | Maripá                                      |                     |

## Stadtverwaltung
Bürgermeister: Luiz Ernesto de Giacometti, PL (2021–2024)
Vizebürgermeister: Felipe Zago, PSD (2021–2024)

## Demografie

### Bevölkerungsentwicklung
| Jahr | Einwohner | Stadt | Land |
| ---- | --------- | ----- | ---- |
| 1970 | 43.005    | 12 %  | 88 % |
| 1980 | 28.253    | 45 %  | 55 % |
| 1991 | 30.705    | 64 %  | 36 % |
| 2000 | 25.771    | 80 %  | 20 % |
| 2010 | 28.683    | 86 %  | 14 % |
| 2021 | 32.389    |       |      |

Quelle: IBGE, bis 2010: Volkszählungen und für 2021: Schätzung

### Ethnische Zusammensetzung
| Gruppe * | 1991    | 2000    | 2010    | wer sich als …                                                                   |
| --- | ------- | ------- | ------- | -------------------------------------------------------------------------------- |
| Weiße | 82,5 %  | 78,1 %  | 70,1 %  | weiß bezeichnet                                                                  |
| Schwarze | 1,5 %   | 2,8 %   | 4,5 %   | schwarz bezeichnet                                                               |
| Gelbe | 0,2 %   | 0,4 %   | 0,6 %   | von fernöstlicher Herkunft wie japanisch, chinesisch, koreanisch etc. bezeichnet |
| Braune | 15,7 %  | 18,4 %  | 24,8 %  | braun oder als Mischung aus mehreren Gruppen bezeichnet                          |
| Indigene | 0,1 %   | 0,2 %   | 0,1 %   | Ureinwohner oder Indio bezeichnet                                                |
| ohne Angabe | 0,1 %   | 0,2 %   | 0,0 %   |                                                                                  |
| Gesamt | 100,0 % | 100,0 % | 100,0 % |                                                                                  |
| *) Das IBGE verwendet für Volkszählungen ausschließlich diese fünf Gruppen. Es verzichtet bewusst auf Erläuterungen. Die Zugehörigkeit wird vom Einwohner selbst festgelegt. |         |         |         |                                                                                  |

Quelle: IBGE (Stand: 1991, 2000 und 2010)